# Élections départementales de 2015 dans le Finistère
Les élections départementales ont lieu les 22 et 29 mars 2015.

## Contexte départemental
La gauche, largement majoritaire dans l'assemblée sortante, part au combat en ordre dispersé: outre ceux du PS, sont annoncés des candidats des Verts, du Front de gauche, du NPA... Le président sortant, Pierre Maille n'est pas candidat et le groupe socialiste a préféré Nathalie Sarabezolles, conseillère générale du canton de Guipavas à Marc Labbey pour tenter de conserver à gauche la présidence de l'assemblée départementale.
La droite républicaine se présente unie sous l'étiquette de l'Alliance pour le Finistère, rassemblant, sur la base du groupe minoritaire du conseil général, les candidats UMP, UDI, Modem et divers droite. Le leader du groupe au conseil général, Jacques Gouërou a annoncé ne pas briguer la présidence du conseil départemental.

### Assemblée départementale sortante
Avant les élections, le conseil général du Finistère est présidé par Pierre Maille (PS). Il comprend 54 conseillers généraux élus pour moitié en 2008 et pour moitié en 2011 et issus des 54 cantons du Finistère existant avant la réforme de 2014.
À l'issue de cette réforme, le département compte 27 cantons, chacun étant la circonscription d'élection d'un binôme de conseillers départementaux obligatoirement constitué d'une femme et d'un homme.
| Parti                                | Sigle | Sigle | Élus |
| ------------------------------------ | ----- | ----- | ---- |
| Majorité (40 sièges)                 |       |       |      |
| Parti socialiste                     |       | PS    | 36   |
| Divers gauche                        |       | DVG   | 3    |
| Mouvement Bretagne et progrès        |       | MBP   | 1    |
| Opposition (14 sièges)               |       |       |      |
| Union pour un mouvement populaire    |       | UMP   | 10   |
| Divers droite                        |       | DVD   | 2    |
| Union des démocrates et indépendants |       | UDI   | 1    |
| Mouvement démocrate                  |       | MoDem | 1    |
| Président du conseil général         |       |       |      |
| Pierre Maille (PS)                   |       |       |      |

### Assemblée départementale élue
| Parti                                  | Sigle | Sigle | Élus |
| -------------------------------------- | ----- | ----- | ---- |
| Majorité (28 sièges)                   |       |       |      |
| Parti socialiste                       |       | PS    | 28   |
| Alliance pour le Finistère (24 sièges) |       |       |      |
| Divers droite                          |       | DVD   | 12   |
| Union pour un mouvement populaire      |       | UMP   | 7    |
| Union des démocrates et indépendants   |       | UDI   | 5    |
| Divers (2 sièges)                      |       |       |      |
| Mouvement Bretagne et progrès          |       | MBP   | 2    |
| Présidente du conseil départemental    |       |       |      |
| Nathalie Sarrabezolles (PS)            |       |       |      |

## Résultats à l'échelle du département

### Résultats par nuances du ministère de l'Intérieur
Les nuances utilisées par le ministère de l'Intérieur ne tiennent pas compte des alliances locales.
| Binômes     | Binômes            | Premier tour | Premier tour | Second tour | Second tour | Sièges |
| Binômes     | Binômes            | Voix         | %            | Voix        | %           | Sièges |
| ----------- | ------------------ | ------------ | ------------ | ----------- | ----------- | ------ |
|             | PS                 | 110 919      | 33,53        | 143 188     | 47,26       | 28     |
|             | EÉLV               | 18 843       | 5,70         |             |             |        |
|             | FG                 | 15 162       | 4,58         |             |             |        |
|             | DVG                | 2 000        | 0,60         |             |             |        |
|             | PCF                | 981          | 0,30         |             |             |        |
|             | PRG                | 137          | 0,04         |             |             |        |
| Gauche      | Gauche             | 148 042      | 44,75        | 143 188     | 47,26       | 28     |
|             |                    |              |              |             |             |        |
|             | Union de la droite | 112 433      | 33,99        | 144 567     | 47,72       | 22     |
|             | DVD                | 4 381        | 1,32         | 6 155       | 2,03        | 2      |
|             | DLF                | 1 133        | 0,34         |             |             |        |
|             | UDI                | 514          | 0,16         |             |             |        |
| Droite      | Droite             | 118 461      | 35,81        | 150 722     | 49,75       | 24     |
|             |                    |              |              |             |             |        |
|             | FN                 | 52 044       | 15,73        | 2 717       | 0,90        | 0      |
|             |                    |              |              |             |             |        |
|             | Divers             | 9 303        | 2,81         | 6 328       | 2,09        | 2      |
|             |                    |              |              |             |             |        |
|             | EXG                | 2 951        | 0,89         |             |             |        |
|             |                    |              |              |             |             |        |
| Inscrits    | Inscrits           | 682 615      | 100,00       | 657 875     | 100,00      |        |
| Abstentions | Abstentions        | 333 719      | 48,89        | 329 544     | 50,09       |        |
| Votants     | Votants            | 348 896      | 51,11        | 328 331     | 49,91       |        |
| Blancs      | Blancs             | 11 321       | 3,24         | 17 661      | 5,38        |        |
| Nuls        | Nuls               | 6 774        | 1,94         | 7 715       | 2,35        |        |
| Exprimés    | Exprimés           | 330 801      | 94,81        | 302 955     | 92,27       |        |

### Analyses
Au soir du premier tour, le canton de Quimperlé a élu conseillers départementaux Anne Maréchal et Michaël Quernez.
Dans les 26 autres cantons, un second tour est nécessaire, y compris dans le canton de Plabennec qui a donné plus de 50 % de ses voix au tandem Gibergues/Lamour sans toutefois atteindre le seuil de 25 % des inscrits nécessaire pour une élection au premier tour.
On retrouve donc au second tour le 29 mars :
- 23 duels classiques Gauche / Droite ;
- 1 duel PS / FN (Canton de Brest-3) ;
- 1 duel Régionaliste / Droite (canton de Carhaix) ;
- 1 duel Droite / Droite (canton de Landivisiau).

À l'issue du second tour, le PS et les divers gauche s'adjugent 14 des 27 cantons, l'Alliance pour le Finistère en remporte 12, et le canton de Carhaix revient au binôme de Mouvement Bretagne et progrès emmené par Christian Troadec.
Le PS résiste dans les villes, remportant cinq des six cantons de la métropole brestoise, les deux cantons quimpérois, ceux de Concarneau et de Morlaix, dans le Trégor et le pays de Quimperlé.

Couleur politique des nouveaux cantons brestois à l'issue des élections départementales de 2015.

La droite marque des points dans le Haut Léon (3e et 5e circonscription), le Pays Glazik hors Quimper, le Pays Bigouden, Douarnenez et le Cap Sizun (7e circonscription).
À l'issue de ce scrutin, et en dépit des 28 élus du groupe majoritaire en mesure de constituer une majorité absolue à l'hôtel de département, il faut trois tours de scrutin à Nathalie Sarrabezolles pour devenir la première présidente du conseil départemental du Finistère, Réza Salami, conseiller départemental socialiste de Brest, ne prenant pas part au vote et privant ainsi la présidente de la majorité absolue.

### Résultats par canton
| Canton                              | Conseiller sortant       | Parti               | Parti       | Conseiller élu               | Parti           | Parti           |
| ----------------------------------- | ------------------------ | ------------------- | ----------- | ---------------------------- | --------------- | --------------- |
| Arzano                              | Marie-Isabelle Doussal*  |                     | PS          | Canton supprimé              | Canton supprimé | Canton supprimé |
| Bannalec                            | Guy Le Sergent*          |                     | PS          | Canton supprimé              | Canton supprimé | Canton supprimé |
| Brest-Bellevue                      | Jean-Luc Polard*         |                     | PS          | Canton supprimé              | Canton supprimé | Canton supprimé |
| Brest-Cavale-Blanche-Bohars-Guilers | Pascale Mahé             |                     | PS          | Canton supprimé              | Canton supprimé | Canton supprimé |
| Brest-Centre                        | Reza Salami              |                     | PS          | Canton supprimé              | Canton supprimé | Canton supprimé |
| Brest-Kerichen                      | Rebecca Fagot-Oukkache*  |                     | PS          | Canton supprimé              | Canton supprimé | Canton supprimé |
| Brest-Lambézellec                   | Franck Respriget         |                     | PS          | Canton supprimé              | Canton supprimé | Canton supprimé |
| Brest-L'Hermitage-Gouesnou          | Dominique Jaffredou*     |                     | PS          | Canton supprimé              | Canton supprimé | Canton supprimé |
| Brest-Plouzané                      | Chantal Simon Guillou*   |                     | DVG         | Canton supprimé              | Canton supprimé | Canton supprimé |
| Brest-Recouvrance                   | Marie Gueye              |                     | PS          | Canton supprimé              | Canton supprimé | Canton supprimé |
| Brest-Saint-Marc                    | Marc Labbey              |                     | PS          | Canton supprimé              | Canton supprimé | Canton supprimé |
| Brest-Saint-Pierre                  | Pierre Maille*           |                     | PS          | Canton supprimé              | Canton supprimé | Canton supprimé |
| Brest-1                             | Canton créé              | Canton créé         | Canton créé | Bernadette Abiven            |                 | PS              |
| Brest-1                             | Canton créé              | Canton créé         | Canton créé | Franck Respriget             |                 | PS              |
| Brest-2                             | Canton créé              | Canton créé         | Canton créé | Marie Gueye                  |                 | PS              |
| Brest-2                             | Canton créé              | Canton créé         | Canton créé | Réza Salami                  |                 | PS              |
| Brest-3                             | Canton créé              | Canton créé         | Canton créé | Florence Cann                |                 | PS              |
| Brest-3                             | Canton créé              | Canton créé         | Canton créé | Marc Labbey                  |                 | PS              |
| Brest-4                             | Canton créé              | Canton créé         | Canton créé | Véronique Bourbigot          |                 | UMP             |
| Brest-4                             | Canton créé              | Canton créé         | Canton créé | Pierre Ogor                  |                 | UMP             |
| Brest-5                             | Canton créé              | Canton créé         | Canton créé | Frédérique Bonnard Le Floc'h |                 | PS              |
| Brest-5                             | Canton créé              | Canton créé         | Canton créé | Hosny Trabelsi               |                 | PS              |
| Briec                               | Yvonne Guillou*          |                     | UMP         | Raymond Messager             |                 | UDI             |
| Briec                               | Yvonne Guillou*          | Cécile Nay          | UMP         |                              | UMP             |                 |
| Carhaix-Plouguer                    | Christian Troadec        |                     | MBP         | Christian Troadec            |                 | MBP             |
| Carhaix-Plouguer                    | Christian Troadec        | Corinne Nicole      | MBP         |                              | MBP             |                 |
| Châteaulin                          | Jacques Gouérou          |                     | DVD         | Canton supprimé              | Canton supprimé | Canton supprimé |
| Châteauneuf-du-Faou                 | Henriette Le Brigand*    |                     | PS          | Canton supprimé              | Canton supprimé | Canton supprimé |
| Concarneau                          | Nicole Ziegler           |                     | PS          | Nicole Ziegler               |                 | PS              |
| Concarneau                          | Nicole Ziegler           | Jacques François    | PS          |                              | PS              |                 |
| Crozon                              | Louis Ramoné             |                     | DVG         | Jacques Gouerou              |                 | DVD             |
| Crozon                              | Louis Ramoné             | Monique Porcher     | DVG         |                              | DVD             |                 |
| Daoulas                             | Françoise Péron          |                     | PS          | Canton supprimé              | Canton supprimé | Canton supprimé |
| Douarnenez                          | Erwann Le Floch          |                     | UMP         | Didier Guillon               |                 | UMP             |
| Douarnenez                          | Erwann Le Floch          | Jocelyne Poitevin   | UMP         |                              | DVD             |                 |
| Le Faou                             | Roger Mellouët           |                     | PS          | Canton supprimé              | Canton supprimé | Canton supprimé |
| Fouesnant                           | Nathalie Conan-Mathieu*  |                     | PS          | Sophie Boyer                 |                 | DVD             |
| Fouesnant                           | Nathalie Conan-Mathieu*  | Alain Le Grand      | PS          |                              | DVD             |                 |
| Guilvinec                           | Raynald Tanter*          |                     | PS          | Canton supprimé              | Canton supprimé | Canton supprimé |
| Guipavas                            | Nathalie Sarrabezolles   |                     | PS          | Nathalie Sarrabezolles       |                 | PS              |
| Guipavas                            | Nathalie Sarrabezolles   | Stéphane Péron      | PS          |                              | PS              |                 |
| Huelgoat                            | Daniel Créoff*           |                     | PS          | Canton supprimé              | Canton supprimé | Canton supprimé |
| Landerneau                          | Marie-Françoise Le Guen* |                     | UMP         | Marie-José Cunin             |                 | DVD             |
| Landerneau                          | Marie-Françoise Le Guen* | Yvan Moulec         | UMP         |                              | UDI             |                 |
| Landivisiau                         | Georges Tigréat*         |                     | UMP         | Élisabeth Guillerm           |                 | DVD             |
| Landivisiau                         | Georges Tigréat*         | Jean-Marc Puchois   | UMP         |                              | DVD             |                 |
| Lanmeur                             | Nathalie Bernard*        |                     | PS          | Canton supprimé              | Canton supprimé | Canton supprimé |
| Lannilis                            | Claude Guiavarc'h*       |                     | PS          | Canton supprimé              | Canton supprimé | Canton supprimé |
| Lesneven                            | Jérôme Ronvel*           |                     | UMP         | Pascal Goulaouic             |                 | UDI             |
| Lesneven                            | Jérôme Ronvel*           | Ledie Le Hir        | UMP         |                              | DVD             |                 |
| Moëlan-sur-Mer                      | Canton créé              | Canton créé         | Canton créé | Claude Jaffré                |                 | PS              |
| Moëlan-sur-Mer                      | Canton créé              | Canton créé         | Canton créé | Muriel Le Gac                |                 | PS              |
| Morlaix                             | Pierre Madec             |                     | UMP         | Solange Creignou             |                 | PS              |
| Morlaix                             | Pierre Madec             | Jean-Paul Vernot    | UMP         |                              | PS              |                 |
| Ouessant                            | Jean-Yves Cozan*         |                     | MoDem       | Canton supprimé              | Canton supprimé | Canton supprimé |
| Plabennec                           | Christian Plassard*      |                     | PS          | Bernard Gibergues            |                 | DVD             |
| Plabennec                           | Christian Plassard*      | Marguerite Lamour   | PS          |                              | UMP             |                 |
| Pleyben                             | Marie-France Le Boulch*  |                     | PS          | Canton supprimé              | Canton supprimé | Canton supprimé |
| Plogastel-Saint-Germain             | Jocelyne Plouhinec       |                     | UDI         | Canton supprimé              | Canton supprimé | Canton supprimé |
| Plonéour-Lanvern                    | Canton créé              | Canton créé         | Canton créé | Jean-François Le Bleis       |                 | UDI             |
| Plonéour-Lanvern                    | Canton créé              | Canton créé         | Canton créé | Jocelyne Plouhinec           |                 | UDI             |
| Ploudalmézeau                       | Antoine Corolleur*       |                     | DVD         | Canton supprimé              | Canton supprimé | Canton supprimé |
| Ploudiry                            | François Marc*           |                     | PS          | Canton supprimé              | Canton supprimé | Canton supprimé |
| Plouescat                           | Gildas Bernard*          |                     | UMP         | Canton supprimé              | Canton supprimé | Canton supprimé |
| Plouigneau                          | Joëlle Huon              |                     | PS          | Joëlle Huon                  |                 | PS              |
| Plouigneau                          | Joëlle Huon              | Georges Lostanlen   | PS          |                              | PS              |                 |
| Plouzévédé                          | Gérard Daniélou*         |                     | UMP         | Canton supprimé              | Canton supprimé | Canton supprimé |
| Pont-Aven                           | Claude Jaffré            |                     | PS          | Canton supprimé              | Canton supprimé | Canton supprimé |
| Pont-Croix                          | Didier Guillon           |                     | UMP         | Canton supprimé              | Canton supprimé | Canton supprimé |
| Pont-de-Buis-lès-Quimerch           | Canton créé              | Canton créé         | Canton créé | Roger Mellouët               |                 | PS              |
| Pont-de-Buis-lès-Quimerch           | Canton créé              | Canton créé         | Canton créé | Françoise Péron              |                 | PS              |
| Pont-l'Abbé                         | Daniel Couïc*            |                     | PS          | Thierry Mavic                |                 | UMP             |
| Pont-l'Abbé                         | Daniel Couïc*            | Nathalie Tanneau    | PS          |                              | DVD             |                 |
| Quimper-1                           | Georges Kergonna*        |                     | PS          | Armelle Huruguen             |                 | PS              |
| Quimper-1                           | Georges Kergonna*        | Stéphane Le Bourdon | PS          |                              | PS              |                 |
| Quimper-2                           | Maryvonne Blondin*       |                     | PS          | Isabelle Assih               |                 | PS              |
| Quimper-2                           | Maryvonne Blondin*       | Jean-Marc Tanguy    | PS          |                              | PS              |                 |
| Quimper-3                           | Armelle Huruguen         |                     | PS          | Canton supprimé              | Canton supprimé | Canton supprimé |
| Quimperlé                           | Michaël Quernez          |                     | PS          | Michaël Quernez              |                 | PS              |
| Quimperlé                           | Michaël Quernez          | Anne Maréchal       | PS          |                              | PS              |                 |
| Rosporden                           | Michel Loussouarn*       |                     | PS          | Canton supprimé              | Canton supprimé | Canton supprimé |
| Saint-Pol-de-Léon                   | Jacques Édern            |                     | DVG         | Aline Chevaucher             |                 | UDI             |
| Saint-Pol-de-Léon                   | Jacques Édern            | Maël de Calan       | DVG         |                              | UMP             |                 |
| Saint-Renan                         | Didier Le Gac            |                     | PS          | Didier Le Gac                |                 | PS              |
| Saint-Renan                         | Didier Le Gac            | Éveline Pailler     | PS          |                              | PS              |                 |
| Saint-Thégonnec                     | Solange Creignou         |                     | PS          | Canton supprimé              | Canton supprimé | Canton supprimé |
| Scaër                               | Joël Derrien*            |                     | PS          | Canton supprimé              | Canton supprimé | Canton supprimé |
| Sizun                               | Francis Estrabaud        |                     | PS          | Canton supprimé              | Canton supprimé | Canton supprimé |
| Taulé                               | Raymond Mercier          |                     | UMP         | Canton supprimé              | Canton supprimé | Canton supprimé |

* Conseillers généraux sortants ne se représentant pas

## Résultats par canton

### Canton de Brest-1
| Candidats            | Candidats         | Partis      | Partis      | Premier tour | Premier tour | Second tour | Second tour |
| Candidats            | Candidats         | Partis      | Partis      | Voix         | %            | Voix        | %           |
| -------------------- | ----------------- | ----------- | ----------- | ------------ | ------------ | ----------- | ----------- |
| 1                    | Bernadette Abiven |             | PS          | 2 481        | 39,11        | 3 454       | 59,76       |
| 1                    | Franck Respriget* |             | PS          | 2 481        | 39,11        | 3 454       | 59,76       |
| 2                    | Colette Le Guen   |             | UMP         | 1 570        | 24,75        | 2 326       | 40,24       |
| 2                    | Jean-Marie Nauche |             | MoDem       | 1 570        | 24,75        | 2 326       | 40,24       |
| 3                    | Patrick Appéré    |             | PCF         | 1 065        | 16,79        |             |             |
| 3                    | Jacqueline Héré   |             | PCF         | 1 065        | 16,79        |             |             |
| 4                    | Hubert Bergot     |             | FN          | 1 228        | 19,36        |             |             |
| 4                    | Angélique Pages   |             | FN          | 1 228        | 19,36        |             |             |
|                      |                   |             |             |              |              |             |             |
| Inscrits             | Inscrits          | Inscrits    | Inscrits    | 16 823       | 100,00       | 16 824      | 100,00      |
| Abstentions          | Abstentions       | Abstentions | Abstentions | 10 032       | 59,63        | 10 412      | 61,89       |
| Votants              | Votants           | Votants     | Votants     | 6 791        | 40,37        | 6 412       | 38,11       |
| Blancs               | Blancs            | Blancs      | Blancs      | 447          | 6,58         | 632         | 9,86        |
| Nuls                 | Nuls              | Nuls        | Nuls        | 0            | 0,00         | 0           | 0,00        |
| Exprimés             | Exprimés          | Exprimés    | Exprimés    | 6 344        | 93,42        | 5 780       | 90,14       |
| * conseiller sortant |                   |             |             |              |              |             |             |

### Canton de Brest-2
| Candidats            | Candidats          | Partis      | Partis      | Premier tour | Premier tour | Second tour | Second tour |
| Candidats            | Candidats          | Partis      | Partis      | Voix         | %            | Voix        | %           |
| -------------------- | ------------------ | ----------- | ----------- | ------------ | ------------ | ----------- | ----------- |
| 1                    | Bernadette Malgorn |             | DVD         | 3 052        | 35,18        | 4 062       | 48,25       |
| 1                    | Bruno Sifantus     |             | UMP         | 3 052        | 35,18        | 4 062       | 48,25       |
| 2                    | Marie Gueye*       |             | PS          | 2 914        | 33,59        | 4 356       | 51,75       |
| 2                    | Réza Salami*       |             | PS          | 2 914        | 33,59        | 4 356       | 51,75       |
| 3                    | Guy Salaun         |             | FN          | 1 093        | 12,60        |             |             |
| 3                    | Renée Thomaïdis    |             | FN          | 1 093        | 12,60        |             |             |
| 4                    | Raphaële Monteil   |             | ND          | 350          | 4,03         |             |             |
| 4                    | Dominique Saliou   |             | ND          | 350          | 4,03         |             |             |
| 5                    | Maryvonne Cariou   |             | EÉLV        | 692          | 7,98         |             |             |
| 5                    | Alexandre Lhomme   |             | EÉLV        | 692          | 7,98         |             |             |
| 6                    | Quentin Marchand   |             | FG          | 574          | 6,62         |             |             |
| 6                    | Françoise Sage     |             | POI         | 574          | 6,62         |             |             |
|                      |                    |             |             |              |              |             |             |
| Inscrits             | Inscrits           | Inscrits    | Inscrits    | 19 737       | 100,00       | 19 737      | 100,00      |
| Abstentions          | Abstentions        | Abstentions | Abstentions | 10 699       | 54,21        | 10 744      | 54,44       |
| Votants              | Votants            | Votants     | Votants     | 9 038        | 45,79        | 8 993       | 45,56       |
| Blancs               | Blancs             | Blancs      | Blancs      | 363          | 4,02         | 575         | 6,39        |
| Nuls                 | Nuls               | Nuls        | Nuls        | 0            | 0,00         | 0           | 0,00        |
| Exprimés             | Exprimés           | Exprimés    | Exprimés    | 8 675        | 95,98        | 8 418       | 93,61       |
| * conseiller sortant |                    |             |             |              |              |             |             |

### Canton de Brest-3
| Candidats            | Candidats           | Partis      | Partis      | Premier tour | Premier tour | Second tour | Second tour |
| Candidats            | Candidats           | Partis      | Partis      | Voix         | %            | Voix        | %           |
| -------------------- | ------------------- | ----------- | ----------- | ------------ | ------------ | ----------- | ----------- |
| 1                    | David Enderlé       |             | PRG         | 137          | 1,35         |             |             |
| 1                    | Céline Soules       |             | PRG         | 137          | 1,35         |             |             |
| 2                    | Maxime Bailliache   |             | FN          | 1 864        | 18,41        | 2 717       | 29,37       |
| 2                    | Michèle Languille   |             | FN          | 1 864        | 18,41        | 2 717       | 29,37       |
| 3                    | Patricia Giacobazzi |             | ND          | 446          | 4,40         |             |             |
| 3                    | Yann Simon          |             | ND          | 446          | 4,40         |             |             |
| 4                    | Christian Bucher    |             | EÉLV        | 769          | 7,60         |             |             |
| 4                    | Gisèle Kerdraon     |             | EÉLV        | 769          | 7,60         |             |             |
| 5                    | Anne Gélébart-Paupy |             | DVD         | 1 479        | 14,61        |             |             |
| 5                    | Yves Pagès          |             | DVD         | 1 479        | 14,61        |             |             |
| 6                    | Florence Cann       |             | PS          | 3 206        | 31,66        | 6 534       | 70,63       |
| 6                    | Marc Labbey*        |             | PS          | 3 206        | 31,66        | 6 534       | 70,63       |
| 7                    | Nathalie Collovati  |             | UDI         | 1 567        | 15,48        |             |             |
| 7                    | Nicolas Demercastel |             | UDI         | 1 567        | 15,48        |             |             |
| 8                    | Jean-Paul Cam       |             | PCF         | 657          | 6,49         |             |             |
| 8                    | Virginie Gourvennec |             | DVG         | 657          | 6,49         |             |             |
|                      |                     |             |             |              |              |             |             |
| Inscrits             | Inscrits            | Inscrits    | Inscrits    | 23 012       | 100,00       | 23 012      | 100,00      |
| Abstentions          | Abstentions         | Abstentions | Abstentions | 12 403       | 53,90        | 12 418      | 53,96       |
| Votants              | Votants             | Votants     | Votants     | 10 609       | 46,10        | 10 594      | 46,04       |
| Blancs               | Blancs              | Blancs      | Blancs      | 436          | 4,11         | 1 217       | 11,49       |
| Nuls                 | Nuls                | Nuls        | Nuls        | 48           | 0,45         | 126         | 1,19        |
| Exprimés             | Exprimés            | Exprimés    | Exprimés    | 10 125       | 95,44        | 9 251       | 87,32       |
| * conseiller sortant |                     |             |             |              |              |             |             |

### Canton de Brest-4
| Candidats            | Candidats           | Partis      | Partis      | Premier tour | Premier tour | Second tour | Second tour |
| Candidats            | Candidats           | Partis      | Partis      | Voix         | %            | Voix        | %           |
| -------------------- | ------------------- | ----------- | ----------- | ------------ | ------------ | ----------- | ----------- |
| 1                    | Véronique Bourbigot |             | UMP         | 4 653        | 38,02        | 6 206       | 51,29       |
| 1                    | Pierre Ogor         |             | UMP         | 4 653        | 38,02        | 6 206       | 51,29       |
| 2                    | Élisabeth Bourhis   |             | EÉLV        | 1 003        | 8,20         |             |             |
| 2                    | Ronan Pichon        |             | EELV        | 1 003        | 8,20         |             |             |
| 3                    | Pascale Mahe*       |             | PS          | 4 667        | 38,13        | 5 895       | 48,71       |
| 3                    | Koffi Yao           |             | PS          | 4 667        | 38,13        | 5 895       | 48,71       |
| 4                    | Vivien Marquer      |             | FN          | 1 916        | 15,65        |             |             |
| 4                    | Marine Sachot       |             | FN          | 1 916        | 15,65        |             |             |
|                      |                     |             |             |              |              |             |             |
| Inscrits             | Inscrits            | Inscrits    | Inscrits    | 26 563       | 100,00       | 26 562      | 100,00      |
| Abstentions          | Abstentions         | Abstentions | Abstentions | 13 618       | 51,27        | 13 622      | 51,28       |
| Votants              | Votants             | Votants     | Votants     | 12 945       | 48,73        | 12 940      | 48,72       |
| Blancs               | Blancs              | Blancs      | Blancs      | 655          | 5,06         | 742         | 5,73        |
| Nuls                 | Nuls                | Nuls        | Nuls        | 51           | 0,39         | 97          | 0,75        |
| Exprimés             | Exprimés            | Exprimés    | Exprimés    | 12 239       | 94,55        | 12 101      | 93,52       |
| * conseiller sortant |                     |             |             |              |              |             |             |

### Canton de Brest-5
| Candidats   | Candidats                    | Partis      | Partis      | Premier tour | Premier tour | Second tour | Second tour |
| Candidats   | Candidats                    | Partis      | Partis      | Voix         | %            | Voix        | %           |
| ----------- | ---------------------------- | ----------- | ----------- | ------------ | ------------ | ----------- | ----------- |
| 1           | Frédérique Bonnard Le Floc'h |             | PS          | 3 396        | 34,87        | 5 252       | 58,89       |
| 1           | Hosny Trabelsi               |             | PS          | 3 396        | 34,87        | 5 252       | 58,89       |
| 2           | Monica Campo Hurtado         |             | EÉLV        | 868          | 8,91         |             |             |
| 2           | Pierre Guezennec             |             | EÉLV        | 868          | 8,91         |             |             |
| 3           | Roger Calvez                 |             | POI         | 542          | 5,57         |             |             |
| 3           | Katell Terrien               |             | POI         | 542          | 5,57         |             |             |
| 4           | Marc Brussieux               |             | FN          | 1 540        | 15,81        |             |             |
| 4           | Viviane Mevel                |             | FN          | 1 540        | 15,81        |             |             |
| 5           | Roselyne Filipe              |             | DVG         | 430          | 4,42         |             |             |
| 5           | Éric Guellec                 |             | PCF         | 430          | 4,42         |             |             |
| 6           | Hélène Debeir                |             | DVD         | 514          | 5,28         |             |             |
| 6           | Pascal Kerberenes            |             | UDI         | 514          | 5,28         |             |             |
| 7           | Anne-Marie Kervern           |             | UDB         | 235          | 2,41         |             |             |
| 7           | Yoann Meudec                 |             | UDB         | 235          | 2,41         |             |             |
| 8           | Sam Belarbi                  |             | UMP         | 2 214        | 22,73        | 3 666       | 41,11       |
| 8           | Brigitte Hû                  |             | UMP         | 2 214        | 22,73        | 3 666       | 41,11       |
|             |                              |             |             |              |              |             |             |
| Inscrits    | Inscrits                     | Inscrits    | Inscrits    | 23 401       | 100,00       | 23 401      | 100,00      |
| Abstentions | Abstentions                  | Abstentions | Abstentions | 13 106       | 56,01        | 13 572      | 58,00       |
| Votants     | Votants                      | Votants     | Votants     | 10 295       | 43,99        | 9 829       | 42,00       |
| Blancs      | Blancs                       | Blancs      | Blancs      | 556          | 5,40         | 911         | 9,27        |
| Nuls        | Nuls                         | Nuls        | Nuls        | 0            | 0,00         | 0           | 0,00        |
| Exprimés    | Exprimés                     | Exprimés    | Exprimés    | 9 739        | 94,60        | 8 918       | 90,73       |

### Canton de Briec
| Candidats   | Candidats          | Partis      | Partis      | Premier tour | Premier tour | Second tour | Second tour |
| Candidats   | Candidats          | Partis      | Partis      | Voix         | %            | Voix        | %           |
| ----------- | ------------------ | ----------- | ----------- | ------------ | ------------ | ----------- | ----------- |
| 1           | Marie Donnard      |             | MBP         | 1 398        | 13,62        |             |             |
| 1           | Daniel Kernaleguen |             | MBP         | 1 398        | 13,62        |             |             |
| 2           | Franck Millet      |             | FN          | 1 935        | 18,84        |             |             |
| 2           | Sophie Pioger      |             | FN          | 1 935        | 18,84        |             |             |
| 3           | Thomas Ferec       |             | PS          | 3 348        | 32,61        | 4 647       | 46,61       |
| 3           | Hélène Lollier     |             | PS          | 3 348        | 32,61        | 4 647       | 46,61       |
| 4           | Raymond Messager   |             | UDI         | 3 587        | 34,93        | 5 323       | 53,39       |
| 4           | Cécile Nay         |             | UMP         | 3 587        | 34,93        | 5 323       | 53,39       |
|             |                    |             |             |              |              |             |             |
| Inscrits    | Inscrits           | Inscrits    | Inscrits    | 20 113       | 100,00       | 20 113      | 100,00      |
| Abstentions | Abstentions        | Abstentions | Abstentions | 9 280        | 46,14        | 9 321       | 46,34       |
| Votants     | Votants            | Votants     | Votants     | 10 833       | 53,86        | 10 792      | 53,66       |
| Blancs      | Blancs             | Blancs      | Blancs      | 355          | 3,28         | 485         | 4,49        |
| Nuls        | Nuls               | Nuls        | Nuls        | 210          | 1,94         | 337         | 3,12        |
| Exprimés    | Exprimés           | Exprimés    | Exprimés    | 10 268       | 94,78        | 9 970       | 92,38       |

### Canton de Carhaix-Plouguer
| Candidats            | Candidats           | Partis      | Partis      | Premier tour | Premier tour | Second tour | Second tour |
| Candidats            | Candidats           | Partis      | Partis      | Voix         | %            | Voix        | %           |
| -------------------- | ------------------- | ----------- | ----------- | ------------ | ------------ | ----------- | ----------- |
| 1                    | Corinne Nicole      |             | MBP         | 3 891        | 35,56        | 6 328       | 66,71       |
| 1                    | Christian Troadec*  |             | MBP         | 3 891        | 35,56        | 6 328       | 66,71       |
| 2                    | Jeannine Bombert    |             | FN          | 1 418        | 12,96        |             |             |
| 2                    | Jean Queinnec       |             | FN          | 1 418        | 12,96        |             |             |
| 3                    | Marie-Pierre Coant  |             | FG          | 1 835        | 16,77        |             |             |
| 3                    | Joseph Le Guelaff   |             | NPA         | 1 835        | 16,77        |             |             |
| 4                    | Béatrice Balpe      |             | DVD         | 2 083        | 19,04        | 3 158       | 33,29       |
| 4                    | Jérôme Yvinec       |             | UMP         | 2 083        | 19,04        | 3 158       | 33,29       |
| 5                    | Stéphane Cotty      |             | PS          | 1 714        | 15,67        |             |             |
| 5                    | Josiane Léon-Kirsch |             | PS          | 1 714        | 15,67        |             |             |
|                      |                     |             |             |              |              |             |             |
| Inscrits             | Inscrits            | Inscrits    | Inscrits    | 21 080       | 100,00       | 21 074      | 100,00      |
| Abstentions          | Abstentions         | Abstentions | Abstentions | 9 658        | 45,82        | 10 437      | 49,53       |
| Votants              | Votants             | Votants     | Votants     | 11 422       | 54,18        | 10 637      | 50,47       |
| Blancs               | Blancs              | Blancs      | Blancs      | 316          | 2,77         | 715         | 6,72        |
| Nuls                 | Nuls                | Nuls        | Nuls        | 165          | 1,44         | 436         | 4,10        |
| Exprimés             | Exprimés            | Exprimés    | Exprimés    | 10 941       | 95,79        | 9 486       | 89,18       |
| * conseiller sortant |                     |             |             |              |              |             |             |

### Canton de Concarneau
| Candidats            | Candidats            | Partis      | Partis      | Premier tour | Premier tour | Second tour | Second tour |
| Candidats            | Candidats            | Partis      | Partis      | Voix         | %            | Voix        | %           |
| -------------------- | -------------------- | ----------- | ----------- | ------------ | ------------ | ----------- | ----------- |
| 1                    | Xavier Calvarin      |             | UMP         | 4 851        | 34,26        | 6 746       | 49,42       |
| 1                    | Christine Le Tennier |             | UMP         | 4 851        | 34,26        | 6 746       | 49,42       |
| 2                    | Stéphane Angibeaud   |             | EÉLV        | 1 028        | 7,26         |             |             |
| 2                    | Marie-Andrée Clovis  |             | EÉLV        | 1 028        | 7,26         |             |             |
| 3                    | Jacques François     |             | PS          | 4 327        | 30,56        | 6 905       | 50,48       |
| 3                    | Nicole Ziegler*      |             | PS          | 4 327        | 30,56        | 6 905       | 50,48       |
| 4                    | Jacqueline Coïc      |             | FN          | 2 591        | 18,30        |             |             |
| 4                    | Joseph Pichon        |             | FN          | 2 591        | 18,30        |             |             |
| 5                    | Annie Cloarec        |             | E!          | 1 364        | 9,63         |             |             |
| 5                    | Jean-Louis Pascal    |             | PCF         | 1 364        | 9,63         |             |             |
|                      |                      |             |             |              |              |             |             |
| Inscrits             | Inscrits             | Inscrits    | Inscrits    | 30 713       | 100,00       | 30 713      | 100,00      |
| Abstentions          | Abstentions          | Abstentions | Abstentions | 15 825       | 51,53        | 15 796      | 51,43       |
| Votants              | Votants              | Votants     | Votants     | 14 888       | 48,47        | 14 917      | 48,57       |
| Blancs               | Blancs               | Blancs      | Blancs      | 435          | 2,92         | 724         | 4,85        |
| Nuls                 | Nuls                 | Nuls        | Nuls        | 292          | 1,96         | 542         | 3,63        |
| Exprimés             | Exprimés             | Exprimés    | Exprimés    | 14 161       | 95,12        | 13 651      | 44,45       |
| * conseiller sortant |                      |             |             |              |              |             |             |

### Canton de Crozon
| Candidats            | Candidats           | Partis      | Partis      | Premier tour | Premier tour | Second tour | Second tour |
| Candidats            | Candidats           | Partis      | Partis      | Voix         | %            | Voix        | %           |
| -------------------- | ------------------- | ----------- | ----------- | ------------ | ------------ | ----------- | ----------- |
| 1                    | Christine Lelièvre  |             | PS          | 5 211        | 38,12        | 6 010       | 44,80       |
| 1                    | Louis Ramoné*       |             | PS          | 5 211        | 38,12        | 6 010       | 44,80       |
| 2                    | Jacques Gouerou*    |             | DVD         | 5 432        | 39,73        | 7 404       | 55,20       |
| 2                    | Monique Porcher     |             | DVD         | 5 432        | 39,73        | 7 404       | 55,20       |
| 3                    | Jean-Marie Charlier |             | FN          | 3 028        | 22,15        |             |             |
| 3                    | Sophie Mevel        |             | FN          | 3 028        | 22,15        |             |             |
|                      |                     |             |             |              |              |             |             |
| Inscrits             | Inscrits            | Inscrits    | Inscrits    | 26 456       | 100,00       | 26 453      | 100,00      |
| Abstentions          | Abstentions         | Abstentions | Abstentions | 12 066       | 45,61        | 12 082      | 45,67       |
| Votants              | Votants             | Votants     | Votants     | 14 390       | 54,39        | 14 371      | 54,33       |
| Blancs               | Blancs              | Blancs      | Blancs      | 471          | 3,27         | 645         | 4,49        |
| Nuls                 | Nuls                | Nuls        | Nuls        | 248          | 1,72         | 312         | 2,17        |
| Exprimés             | Exprimés            | Exprimés    | Exprimés    | 13 671       | 95,00        | 13 414      | 93,34       |
| * conseiller sortant |                     |             |             |              |              |             |             |

### Canton de Douarnenez
| Candidats            | Candidats         | Partis      | Partis      | Premier tour | Premier tour | Second tour | Second tour |
| Candidats            | Candidats         | Partis      | Partis      | Voix         | %            | Voix        | %           |
| -------------------- | ----------------- | ----------- | ----------- | ------------ | ------------ | ----------- | ----------- |
| 1                    | Guy Laine         |             | FN          | 1 998        | 13,59        |             |             |
| 1                    | Édith Roussel     |             | FN          | 1 998        | 13,59        |             |             |
| 2                    | Marcelle Celton   |             | FG          | 1 203        | 8,18         |             |             |
| 2                    | Gérard Rousseau   |             | PCF         | 1 203        | 8,18         |             |             |
| 3                    | Nadine Kersaudy   |             | UDI         | 2 824        | 19,21        |             |             |
| 3                    | Erwan Le Floch*   |             | UMP         | 2 824        | 19,21        |             |             |
| 4                    | Jean Cathala      |             | EÉLV        | 902          | 6,13         |             |             |
| 4                    | Paule Maiche      |             | EÉLV        | 902          | 6,13         |             |             |
| 5                    | Florence Crom     |             | PS          | 3 249        | 22,10        | 6 294       | 44,86       |
| 5                    | Gurvan Kerloc'h   |             | PS          | 3 249        | 22,10        | 6 294       | 44,86       |
| 6                    | Didier Guillon*   |             | UMP         | 4 124        | 28,05        | 7 736       | 55,14       |
| 6                    | Jocelyne Poitevin |             | DVD         | 4 124        | 28,05        | 7 736       | 55,14       |
| 7                    | Martine Dareau    |             | UDB         | 403          | 2,74         |             |             |
| 7                    | Dominique Evenat  |             | UDB         | 403          | 2,74         |             |             |
|                      |                   |             |             |              |              |             |             |
| Inscrits             | Inscrits          | Inscrits    | Inscrits    | 29 905       | 100,00       | 29 903      | 100,00      |
| Abstentions          | Abstentions       | Abstentions | Abstentions | 14 722       | 49,23        | 14 759      | 49,36       |
| Votants              | Votants           | Votants     | Votants     | 15 183       | 50,77        | 15 144      | 50,54       |
| Blancs               | Blancs            | Blancs      | Blancs      | 289          | 1,90         | 652         | 4,31        |
| Nuls                 | Nuls              | Nuls        | Nuls        | 191          | 1,26         | 462         | 3,05        |
| Exprimés             | Exprimés          | Exprimés    | Exprimés    | 14 703       | 96,84        | 14 030      | 92,64       |
| * conseiller sortant |                   |             |             |              |              |             |             |

### Canton de Fouesnant
| Candidats   | Candidats        | Partis      | Partis      | Premier tour | Premier tour | Second tour | Second tour |
| Candidats   | Candidats        | Partis      | Partis      | Voix         | %            | Voix        | %           |
| ----------- | ---------------- | ----------- | ----------- | ------------ | ------------ | ----------- | ----------- |
| 1           | Vincent Esnault  |             | EÉLV        | 1 369        | 9,08         |             |             |
| 1           | Astrid Gaugain   |             | EÉLV        | 1 369        | 9,08         |             |             |
| 2           | Yann Leriche     |             | PCF         | 726          | 4,82         |             |             |
| 2           | Michelle Lollier |             | FG          | 726          | 4,82         |             |             |
| 3           | Sophie Boyer     |             | DVD         | 6 003        | 39,84        | 8 259       | 57,86       |
| 3           | Alain Le Grand   |             | DVD         | 6 003        | 39,84        | 8 259       | 57,86       |
| 4           | Karen Le Corre   |             | PS          | 4 130        | 27,41        | 6 014       | 42,14       |
| 4           | Mohamed Rihani   |             | PS          | 4 130        | 27,41        | 6 014       | 42,14       |
| 5           | Marie Dechamps   |             | FN          | 2 841        | 18,85        |             |             |
| 5           | Sylvain Furic    |             | FN          | 2 841        | 18,85        |             |             |
|             |                  |             |             |              |              |             |             |
| Inscrits    | Inscrits         | Inscrits    | Inscrits    | 29 780       | 100,00       | 29 786      | 100,00      |
| Abstentions | Abstentions      | Abstentions | Abstentions | 13 927       | 46,77        | 14 226      | 47,76       |
| Votants     | Votants          | Votants     | Votants     | 15 853       | 53,23        | 15 560      | 52,24       |
| Blancs      | Blancs           | Blancs      | Blancs      | 513          | 3,24         | 804         | 5,17        |
| Nuls        | Nuls             | Nuls        | Nuls        | 271          | 1,71         | 483         | 3,10        |
| Exprimés    | Exprimés         | Exprimés    | Exprimés    | 15 069       | 95,05        | 14 273      | 91,73       |

### Canton de Guipavas
| Candidats            | Candidats               | Partis      | Partis      | Premier tour | Premier tour | Second tour | Second tour |
| Candidats            | Candidats               | Partis      | Partis      | Voix         | %            | Voix        | %           |
| -------------------- | ----------------------- | ----------- | ----------- | ------------ | ------------ | ----------- | ----------- |
| 1                    | Jean-Jacques André      |             | DVD         | 5 093        | 33,68        | 7 037       | 48,33       |
| 1                    | Isabelle Guérin         |             | DVD         | 5 093        | 33,68        | 7 037       | 48,33       |
| 2                    | Annick Le Bris          |             | MBP         | 550          | 3,64         |             |             |
| 2                    | Régis Simon             |             | MBP         | 550          | 3,64         |             |             |
| 3                    | Just Boyer              |             | FN          | 1 877        | 12,41        |             |             |
| 3                    | Chantal Le Fur          |             | FN          | 1 877        | 12,41        |             |             |
| 4                    | Serge Borvon            |             | EÉLV        | 1 047        | 6,92         |             |             |
| 4                    | Aude Burger             |             | EÉLV        | 1 047        | 6,92         |             |             |
| 5                    | Stéphane Peron          |             | PS          | 4 768        | 31,53        | 7 523       | 51,67       |
| 5                    | Nathalie Sarrabezolles* |             | PS          | 4 768        | 31,53        | 7 523       | 51,67       |
| 6                    | Vincent Le Berre        |             | FG          | 1 786        | 11,81        |             |             |
| 6                    | Isabelle Mazelin        |             | PCF         | 1 786        | 11,81        |             |             |
|                      |                         |             |             |              |              |             |             |
| Inscrits             | Inscrits                | Inscrits    | Inscrits    | 30 155       | 100,00       | 30 153      | 100,00      |
| Abstentions          | Abstentions             | Abstentions | Abstentions | 14 464       | 47,97        | 14 665      | 48,64       |
| Votants              | Votants                 | Votants     | Votants     | 15 691       | 52,03        | 15 888      | 51,36       |
| Blancs               | Blancs                  | Blancs      | Blancs      | 383          | 2,44         | 637         | 4,11        |
| Nuls                 | Nuls                    | Nuls        | Nuls        | 187          | 1,19         | 291         | 1,88        |
| Exprimés             | Exprimés                | Exprimés    | Exprimés    | 15 121       | 96,37        | 14 560      | 94,01       |
| * conseiller sortant |                         |             |             |              |              |             |             |

### Canton de Landerneau
| Candidats   | Candidats           | Partis      | Partis      | Premier tour | Premier tour | Second tour | Second tour |
| Candidats   | Candidats           | Partis      | Partis      | Voix         | %            | Voix        | %           |
| ----------- | ------------------- | ----------- | ----------- | ------------ | ------------ | ----------- | ----------- |
| 1           | Marie-José Cunin    |             | DVD         | 3 517        | 36,70        | 4 566       | 50,41       |
| 1           | Yvan Moulec         |             | UDI         | 3 517        | 36,70        | 4 566       | 50,41       |
| 2           | Jacques Bombert     |             | FN          | 1 438        | 15,01        |             |             |
| 2           | Geneviève Taupin    |             | FN          | 1 438        | 15,01        |             |             |
| 3           | Annie Collic        |             | EÉLV        | 956          | 9,98         |             |             |
| 3           | Christophe Winckler |             | EÉLV        | 956          | 9,98         |             |             |
| 4           | Anjela Gallais      |             | FG          | 493          | 5,14         |             |             |
| 4           | Johan Laurent       |             | FG          | 493          | 5,14         |             |             |
| 5           | Michèle Casu        |             | PS          | 3 179        | 33,17        | 4 491       | 49,59       |
| 5           | Michel Jezequel     |             | PS          | 3 179        | 33,17        | 4 491       | 49,59       |
|             |                     |             |             |              |              |             |             |
| Inscrits    | Inscrits            | Inscrits    | Inscrits    | 19 779       | 100,00       | 19 780      | 100,00      |
| Abstentions | Abstentions         | Abstentions | Abstentions | 9 777        | 49,43        | 10 042      | 50,77       |
| Votants     | Votants             | Votants     | Votants     | 10 002       | 50,57        | 9 738       | 49,23       |
| Blancs      | Blancs              | Blancs      | Blancs      | 320          | 3,20         | 490         | 5,03        |
| Nuls        | Nuls                | Nuls        | Nuls        | 99           | 0,99         | 191         | 1,96        |
| Exprimés    | Exprimés            | Exprimés    | Exprimés    | 9 583        | 95,81        | 9 057       | 93,01       |

### Canton de Landivisiau
| Candidats            | Candidats            | Partis      | Partis      | Premier tour | Premier tour | Second tour | Second tour |
| Candidats            | Candidats            | Partis      | Partis      | Voix         | %            | Voix        | %           |
| -------------------- | -------------------- | ----------- | ----------- | ------------ | ------------ | ----------- | ----------- |
| 1                    | Jimmy Cosnard        |             | FN          | 1 928        | 16,76        |             |             |
| 1                    | Gaelle Leostic       |             | FN          | 1 928        | 16,76        |             |             |
| 2                    | Marguerite Bléas     |             | PS          | 2 398        | 20,84        |             |             |
| 2                    | Francis Estrabaud*   |             | PS          | 2 398        | 20,84        |             |             |
| 3                    | Annie Élard          |             | DLF         | 164          | 1,43         |             |             |
| 3                    | Dominique Simon      |             | DLF         | 164          | 1,43         |             |             |
| 4                    | Raymond Mercier*     |             | UMP         | 2 908        | 25,28        | 3 529       | 36,44       |
| 4                    | Christine Portailler |             | DVD         | 2 908        | 25,28        | 3 529       | 36,44       |
| 5                    | Élisabeth Guillerm   |             | DVD         | 2 902        | 25,23        | 6 155       | 63,56       |
| 5                    | Jean-Marc Puchois    |             | DVD         | 2 902        | 25,23        | 6 155       | 63,56       |
| 6                    | Angélique Horellou   |             | ND          | 1 204        | 10,47        |             |             |
| 6                    | Émile Turlan         |             | FG          | 1 204        | 10,47        |             |             |
|                      |                      |             |             |              |              |             |             |
| Inscrits             | Inscrits             | Inscrits    | Inscrits    | 23 476       | 100,00       | 23 473      | 100,00      |
| Abstentions          | Abstentions          | Abstentions | Abstentions | 11 521       | 49,08        | 12 667      | 53,96       |
| Votants              | Votants              | Votants     | Votants     | 11 955       | 50,92        | 10 806      | 46,04       |
| Blancs               | Blancs               | Blancs      | Blancs      | 342          | 2,86         | 807         | 7,47        |
| Nuls                 | Nuls                 | Nuls        | Nuls        | 109          | 0,91         | 315         | 2,92        |
| Exprimés             | Exprimés             | Exprimés    | Exprimés    | 11 504       | 96,23        | 9 684       | 89,62       |
| * conseiller sortant |                      |             |             |              |              |             |             |

### Canton de Lesneven
| Candidats   | Candidats         | Partis      | Partis      | Premier tour | Premier tour | Second tour | Second tour |
| Candidats   | Candidats         | Partis      | Partis      | Voix         | %            | Voix        | %           |
| ----------- | ----------------- | ----------- | ----------- | ------------ | ------------ | ----------- | ----------- |
| 1           | Erwan Chapelain   |             | EÉLV        | 1 288        | 9,29         |             |             |
| 1           | Christelle Thomas |             | EÉLV        | 1 288        | 9,29         |             |             |
| 2           | Pascal Goulaouic  |             | UDI         | 5 748        | 41,47        | 7 406       | 57,93       |
| 2           | Ledie Le Hir      |             | DVD         | 5 748        | 41,47        | 7 406       | 57,93       |
| 3           | Annick Brusa      |             | FN          | 2 495        | 18,00        |             |             |
| 3           | Éric Dechamps     |             | FN          | 2 495        | 18,00        |             |             |
| 4           | Claudie Balcon    |             | PS          | 4 328        | 31,23        | 5 378       | 42,07       |
| 4           | Jean-Paul Le Gall |             | PS          | 4 328        | 31,23        | 5 378       | 42,07       |
|             |                   |             |             |              |              |             |             |
| Inscrits    | Inscrits          | Inscrits    | Inscrits    | 28 082       | 100,00       | 28 080      | 100,00      |
| Abstentions | Abstentions       | Abstentions | Abstentions | 13 692       | 48,76        | 14 441      | 51,43       |
| Votants     | Votants           | Votants     | Votants     | 14 390       | 51,24        | 13 639      | 48,47       |
| Blancs      | Blancs            | Blancs      | Blancs      | 365          | 2,54         | 612         | 4,49        |
| Nuls        | Nuls              | Nuls        | Nuls        | 166          | 1,15         | 243         | 1,78        |
| Exprimés    | Exprimés          | Exprimés    | Exprimés    | 13 859       | 96,31        | 12 784      | 93,73       |

### Canton de Moëlan-sur-Mer
| Candidats            | Candidats                   | Partis      | Partis      | Premier tour | Premier tour | Second tour | Second tour |
| Candidats            | Candidats                   | Partis      | Partis      | Voix         | %            | Voix        | %           |
| -------------------- | --------------------------- | ----------- | ----------- | ------------ | ------------ | ----------- | ----------- |
| 1                    | Claude Poupon               |             | FG          | 1 207        | 8,25         |             |             |
| 1                    | Denis Sellin                |             | PCF         | 1 207        | 8,25         |             |             |
| 2                    | Brigitte Bandzwolek-Lhonoré |             | DVD         | 3 676        | 25,13        | 6 051       | 43,66       |
| 2                    | Didier Le Duc               |             | UDI         | 3 676        | 25,13        | 6 051       | 43,66       |
| 3                    | Mikael Careo                |             | FN          | 3 229        | 22,08        |             |             |
| 3                    | Jasmine Sainpol             |             | FN          | 3 229        | 22,08        |             |             |
| 4                    | Claude Jaffré*              |             | PS          | 5 352        | 36,59        | 7 808       | 56,34       |
| 4                    | Muriel Le Gac               |             | PS          | 5 352        | 36,59        | 7 808       | 56,34       |
| 5                    | Fabien Morandeau            |             | EÉLV        | 1 163        | 7,95         |             |             |
| 5                    | Christine Treguier          |             | EÉLV        | 1 163        | 7,95         |             |             |
|                      |                             |             |             |              |              |             |             |
| Inscrits             | Inscrits                    | Inscrits    | Inscrits    | 30 418       | 100,00       | 30 414      | 100,00      |
| Abstentions          | Abstentions                 | Abstentions | Abstentions | 14 981       | 49,25        | 15 082      | 49,59       |
| Votants              | Votants                     | Votants     | Votants     | 15 437       | 50,75        | 15 332      | 50,41       |
| Blancs               | Blancs                      | Blancs      | Blancs      | 477          | 3,09         | 856         | 5,58        |
| Nuls                 | Nuls                        | Nuls        | Nuls        | 333          | 2,16         | 617         | 4,02        |
| Exprimés             | Exprimés                    | Exprimés    | Exprimés    | 14 627       | 94,75        | 13 859      | 90,39       |
| * conseiller sortant |                             |             |             |              |              |             |             |

### Canton de Morlaix
| Candidats            | Candidats          | Partis      | Partis      | Premier tour | Premier tour | Second tour | Second tour |
| Candidats            | Candidats          | Partis      | Partis      | Voix         | %            | Voix        | %           |
| -------------------- | ------------------ | ----------- | ----------- | ------------ | ------------ | ----------- | ----------- |
| 1                    | Maryvonne Breton   |             | EÉLV        | 1 345        | 10,12        |             |             |
| 1                    | Michel Le Saint    |             | EÉLV        | 1 345        | 10,12        |             |             |
| 2                    | Michèle Abramovicz |             | FG          | 1 276        | 9,60         |             |             |
| 2                    | Ismaël Dupont      |             | PCF         | 1 276        | 9,60         |             |             |
| 3                    | Clotilde Berthemet |             | DVD         | 4 196        | 31,57        | 5 639       | 45,12       |
| 3                    | Pierre Madec*      |             | UMP         | 4 196        | 31,57        | 5 639       | 45,12       |
| 4                    | Solange Creignou*  |             | PS          | 4 581        | 34,47        | 6 859       | 54,88       |
| 4                    | Jean-Paul Vermot   |             | PS          | 4 581        | 34,47        | 6 859       | 54,88       |
| 5                    | Françoise Dubois   |             | FN          | 1 892        | 14,24        |             |             |
| 5                    | Manuel Rodrigues   |             | FN          | 1 892        | 14,24        |             |             |
|                      |                    |             |             |              |              |             |             |
| Inscrits             | Inscrits           | Inscrits    | Inscrits    | 27 229       | 100,00       | 27 227      | 100,00      |
| Abstentions          | Abstentions        | Abstentions | Abstentions | 13 357       | 49,05        | 13 717      | 50,38       |
| Votants              | Votants            | Votants     | Votants     | 13 872       | 50,95        | 13 510      | 49,62       |
| Blancs               | Blancs             | Blancs      | Blancs      | 415          | 2,99         | 714         | 5,28        |
| Nuls                 | Nuls               | Nuls        | Nuls        | 167          | 1,20         | 298         | 2,21        |
| Exprimés             | Exprimés           | Exprimés    | Exprimés    | 13 290       | 95,80        | 12 498      | 92,51       |
| * conseiller sortant |                    |             |             |              |              |             |             |

### Canton de Plabennec
Lors de cette élection, les bulletins du binôme FN Katia Lussan/Christian Minguy sont invalidés en raison d'une erreur sur le bulletin de vote, le bulletin de vote des candidats étant non conformes car les noms des candidats n'apparaissaient pas dans l'ordre alphabétique. Seul un bureau de vote ne tient pas compte de cette non-conformité et les comptabilise, tandis que dans un autre bureau de vote, deux électeurs déposent des bulletins manuscrits, conformes, qui sont comptabilisés,.
Le binôme Bernard Gibergues (DVD)/Marguerite Lamour (UMP) obtient, dès le 22 mars, 51,15 % des suffrages exprimés représentant 22,20 % des électeurs inscrits soit moins que les 25 % nécessaires pour valider une élection au premier tour. L'organisation d'un second tour est donc nécessaire,.
| Candidats            | Candidats         | Partis      | Partis      | Premier tour | Premier tour | Second tour | Second tour |
| Candidats            | Candidats         | Partis      | Partis      | Voix         | %            | Voix        | %           |
| -------------------- | ----------------- | ----------- | ----------- | ------------ | ------------ | ----------- | ----------- |
| 1                    | Loïc Gueganton    |             | PS          | 4 252        | 32,55        | 5 829       | 41,08       |
| 1                    | Hélène Tonard     |             | PS          | 4 252        | 32,55        | 5 829       | 41,08       |
| 2                    | André Lavanant    |             | MBP         | 959          | 7,34         |             |             |
| 2                    | Joëlle Perrot     |             | MBP         | 959          | 7,34         |             |             |
| 3                    | Bernard Gibergues |             | DVD         | 6 682        | 51,15        | 8 362       | 58,92       |
| 3                    | Marguerite Lamour |             | UMP         | 6 682        | 51,15        | 8 362       | 58,92       |
| 4                    | Katia Lussan      |             | FN          | 106          | 0,81         |             |             |
| 4                    | Christian Minguy  |             | FN          | 106          | 0,81         |             |             |
| 5                    | Olwen Dénès       |             | EÉLV        | 1 065        | 8,15         |             |             |
| 5                    | Nadine Kassis     |             | EÉLV        | 1 065        | 8,15         |             |             |
|                      |                   |             |             |              |              |             |             |
| Inscrits             | Inscrits          | Inscrits    | Inscrits    | 30 095       | 100,00       | 30 097      | 100,00      |
| Abstentions          | Abstentions       | Abstentions | Abstentions | 14 206       | 47,20        | 15 002      | 49,85       |
| Votants              | Votants           | Votants     | Votants     | 15 095       | 52,80        | 15 095      | 50,15       |
| Blancs               | Blancs            | Blancs      | Blancs      | 367          | 2,31         | 591         | 3,92        |
| Nuls                 | Nuls              | Nuls        | Nuls        | 2 458        | 15,47        | 313         | 2,07        |
| Exprimés             | Exprimés          | Exprimés    | Exprimés    | 13 064       | 82,22        | 14 191      | 94,01       |
| * conseiller sortant |                   |             |             |              |              |             |             |

### Canton de Plonéour-Lanvern
| Candidats            | Candidats               | Partis      | Partis      | Premier tour | Premier tour | Second tour | Second tour |
| Candidats            | Candidats               | Partis      | Partis      | Voix         | %            | Voix        | %           |
| -------------------- | ----------------------- | ----------- | ----------- | ------------ | ------------ | ----------- | ----------- |
| 1                    | Jean-Louis Caradec      |             | PS          | 3 555        | 30,23        | 5 487       | 48,80       |
| 1                    | Liliane Tanguy          |             | PS          | 3 555        | 30,23        | 5 487       | 48,80       |
| 2                    | Agnès Belbeoch          |             | FN          | 1 806        | 15,36        |             |             |
| 2                    | Dominique Souêtre       |             | FN          | 1 806        | 15,36        |             |             |
| 3                    | Roland Jaouen           |             | FG          | 811          | 6,90         |             |             |
| 3                    | Martine Le Nozerh       |             | PCF         | 811          | 6,90         |             |             |
| 4                    | Michel Kerdranvat       |             | MBP         | 499          | 4,24         |             |             |
| 4                    | Anne-Marie Lathoud-Lyon |             | DVD         | 499          | 4,24         |             |             |
| 5                    | Jean-François Le Bleis  |             | UDI         | 4 106        | 34,91        | 5 756       | 51,20       |
| 5                    | Jocelyne Plouhinec*     |             | DVD         | 4 106        | 34,91        | 5 756       | 51,20       |
| 6                    | Patrick Boulet          |             | EÉLV        | 983          | 8,36         |             |             |
| 6                    | Élisabeth Hascoet       |             | EÉLV        | 983          | 8,36         |             |             |
|                      |                         |             |             |              |              |             |             |
| Inscrits             | Inscrits                | Inscrits    | Inscrits    | 23 266       | 100,00       | 23 254      | 100,00      |
| Abstentions          | Abstentions             | Abstentions | Abstentions | 10 943       | 47,03        | 11 087      | 47,68       |
| Votants              | Votants                 | Votants     | Votants     | 12 323       | 52,97        | 12 167      | 52,32       |
| Blancs               | Blancs                  | Blancs      | Blancs      | 359          | 2,91         | 568         | 4,67        |
| Nuls                 | Nuls                    | Nuls        | Nuls        | 204          | 1,66         | 356         | 2,93        |
| Exprimés             | Exprimés                | Exprimés    | Exprimés    | 11 760       | 95,43        | 11 243      | 92,41       |
| * conseiller sortant |                         |             |             |              |              |             |             |

### Canton de Plouigneau
| Candidats            | Candidats          | Partis      | Partis      | Premier tour | Premier tour | Second tour | Second tour |
| Candidats            | Candidats          | Partis      | Partis      | Voix         | %            | Voix        | %           |
| -------------------- | ------------------ | ----------- | ----------- | ------------ | ------------ | ----------- | ----------- |
| 1                    | Rolande Le Houérou |             | DVD         | 3 039        | 25,78        | 4 086       | 37,07       |
| 1                    | Yvon Tanguy        |             | DVD         | 3 039        | 25,78        | 4 086       | 37,07       |
| 2                    | Thierry Desmarres  |             | EÉLV        | 953          | 8,08         |             |             |
| 2                    | Christine Prigent  |             | EÉLV        | 953          | 8,08         |             |             |
| 3                    | Emeric Carriou     |             | FN          | 1 631        | 13,84        |             |             |
| 3                    | Francine Remacle   |             | FN          | 1 631        | 13,84        |             |             |
| 4                    | Joëlle Huon*       |             | PS          | 4 723        | 40,07        | 6 937       | 62,93       |
| 4                    | Georges Lostanlen  |             | PS          | 4 723        | 40,07        | 6 937       | 62,93       |
| 5                    | Martine Carn       |             | FG          | 1 442        | 12,23        |             |             |
| 5                    | Roger Héré         |             | PCF         | 1 442        | 12,23        |             |             |
|                      |                    |             |             |              |              |             |             |
| Inscrits             | Inscrits           | Inscrits    | Inscrits    | 22 501       | 100,00       | 22 498      | 100,00      |
| Abstentions          | Abstentions        | Abstentions | Abstentions | 10 217       | 45,41        | 10 440      | 46,40       |
| Votants              | Votants            | Votants     | Votants     | 12 284       | 54,59        | 12 058      | 53,60       |
| Blancs               | Blancs             | Blancs      | Blancs      | 327          | 2,66         | 671         | 5,56        |
| Nuls                 | Nuls               | Nuls        | Nuls        | 169          | 1,38         | 364         | 3,02        |
| Exprimés             | Exprimés           | Exprimés    | Exprimés    | 11 788       | 95,96        | 11 023      | 91,42       |
| * conseiller sortant |                    |             |             |              |              |             |             |

### Canton de Pont-de-Buis-lès-Quimerch
| Candidats            | Candidats          | Partis      | Partis      | Premier tour | Premier tour | Second tour | Second tour |
| Candidats            | Candidats          | Partis      | Partis      | Voix         | %            | Voix        | %           |
| -------------------- | ------------------ | ----------- | ----------- | ------------ | ------------ | ----------- | ----------- |
| 1                    | Roger Mellouët*    |             | PS          | 3 760        | 35,22        | 5 068       | 50,62       |
| 1                    | Françoise Peron*   |             | PS          | 3 760        | 35,22        | 5 068       | 50,62       |
| 2                    | Jean-Noël Le Gall  |             | DVD         | 3 500        | 32,78        | 4 944       | 49,38       |
| 2                    | Geneviève Tanguy   |             | DVD         | 3 500        | 32,78        | 4 944       | 49,38       |
| 3                    | Patricia Laroche   |             | FG          | 1 585        | 14,85        |             |             |
| 3                    | Philippe Poupon    |             | FG          | 1 585        | 14,85        |             |             |
| 4                    | Joël Roma          |             | FN          | 1 831        | 17,15        |             |             |
| 4                    | Christelle Troadec |             | FN          | 1 831        | 17,15        |             |             |
|                      |                    |             |             |              |              |             |             |
| Inscrits             | Inscrits           | Inscrits    | Inscrits    | 20 299       | 100,00       | 20 301      | 100,00      |
| Abstentions          | Abstentions        | Abstentions | Abstentions | 9 117        | 44,91        | 9 447       | 46,53       |
| Votants              | Votants            | Votants     | Votants     | 11 182       | 55,09        | 10 854      | 53,47       |
| Blancs               | Blancs             | Blancs      | Blancs      | 354          | 3,17         | 587         | 5,41        |
| Nuls                 | Nuls               | Nuls        | Nuls        | 152          | 1,36         | 255         | 2,35        |
| Exprimés             | Exprimés           | Exprimés    | Exprimés    | 10 676       | 95,47        | 10 012      | 92,24       |
| * conseiller sortant |                    |             |             |              |              |             |             |

### Canton de Pont-l'Abbé
| Candidats   | Candidats          | Partis      | Partis      | Premier tour | Premier tour | Second tour | Second tour |
| Candidats   | Candidats          | Partis      | Partis      | Voix         | %            | Voix        | %           |
| ----------- | ------------------ | ----------- | ----------- | ------------ | ------------ | ----------- | ----------- |
| 1           | Annie Caoudal      |             | PS          | 3 527        | 30,90        | 5 288       | 47,91       |
| 1           | Frédéric Le Loc'h  |             | PS          | 3 527        | 30,90        | 5 288       | 47,91       |
| 2           | Thierry Mavic      |             | UMP         | 4 219        | 36,96        | 5 750       | 52,09       |
| 2           | Nathalie Tanneau   |             | DVD         | 4 219        | 36,96        | 5 750       | 52,09       |
| 3           | Évelyne Delgrange  |             | FN          | 1 672        | 14,65        |             |             |
| 3           | Frédéric Godbillon |             | FN          | 1 672        | 14,65        |             |             |
| 4           | Dominique Jolfre   |             | EÉLV        | 880          | 7,71         |             |             |
| 4           | Janick Moriceau    |             | EÉLV        | 880          | 7,71         |             |             |
| 5           | Véronique Blanchet |             | PCF         | 1 117        | 9,79         |             |             |
| 5           | Pierre Lemée       |             | FG          | 1 117        | 9,79         |             |             |
|             |                    |             |             |              |              |             |             |
| Inscrits    | Inscrits           | Inscrits    | Inscrits    | 22 801       | 100,00       | 22 802      | 100,00      |
| Abstentions | Abstentions        | Abstentions | Abstentions | 10 797       | 47,35        | 10 705      | 46,95       |
| Votants     | Votants            | Votants     | Votants     | 12 004       | 52,65        | 12 097      | 53,05       |
| Blancs      | Blancs             | Blancs      | Blancs      | 387          | 3,22         | 641         | 5,30        |
| Nuls        | Nuls               | Nuls        | Nuls        | 202          | 1,68         | 418         | 3,46        |
| Exprimés    | Exprimés           | Exprimés    | Exprimés    | 11 415       | 95,09        | 11 038      | 91,25       |

### Canton de Quimper-1
| Candidats            | Candidats            | Partis      | Partis      | Premier tour | Premier tour | Second tour | Second tour |
| Candidats            | Candidats            | Partis      | Partis      | Voix         | %            | Voix        | %           |
| -------------------- | -------------------- | ----------- | ----------- | ------------ | ------------ | ----------- | ----------- |
| 1                    | Georges Lagadic      |             | PCF         | 981          | 7,00         |             |             |
| 1                    | Yvonne Rainero       |             | PCF         | 981          | 7,00         |             |             |
| 2                    | Catherine Biliec     |             | UDI         | 4 249        | 30,31        | 5 903       | 44,64       |
| 2                    | Didier Lennon        |             | MoDem       | 4 249        | 30,31        | 5 903       | 44,64       |
| 3                    | Muriel Hylias        |             | FN          | 2 357        | 16,82        |             |             |
| 3                    | Thierry Larvol       |             | FN          | 2 357        | 16,82        |             |             |
| 4                    | Armelle Huruguen*    |             | PS          | 5 069        | 36,16        | 7 322       | 55,36       |
| 4                    | Stéphane Le Bourdon  |             | PS          | 5 069        | 36,16        | 7 322       | 55,36       |
| 5                    | Jean-Pierre Bigorgne |             | EÉLV        | 1 361        | 9,71         |             |             |
| 5                    | Emmanuelle Werner    |             | EÉLV        | 1 361        | 9,71         |             |             |
|                      |                      |             |             |              |              |             |             |
| Inscrits             | Inscrits             | Inscrits    | Inscrits    | 27 900       | 100,00       | 27 908      | 100,00      |
| Abstentions          | Abstentions          | Abstentions | Abstentions | 13 103       | 46,96        | 13 462      | 48,24       |
| Votants              | Votants              | Votants     | Votants     | 14 797       | 53,04        | 14 446      | 51,76       |
| Blancs               | Blancs               | Blancs      | Blancs      | 543          | 3,67         | 756         | 5,23        |
| Nuls                 | Nuls                 | Nuls        | Nuls        | 237          | 1,60         | 465         | 3,22        |
| Exprimés             | Exprimés             | Exprimés    | Exprimés    | 14 017       | 94,73        | 13 225      | 91,55       |
| * conseiller sortant |                      |             |             |              |              |             |             |

### Canton de Quimper-2
| Candidats   | Candidats           | Partis      | Partis      | Premier tour | Premier tour | Second tour | Second tour |
| Candidats   | Candidats           | Partis      | Partis      | Voix         | %            | Voix        | %           |
| ----------- | ------------------- | ----------- | ----------- | ------------ | ------------ | ----------- | ----------- |
| 1           | Claire Levry-Gérard |             | UMP         | 4 682        | 33,61        | 6 459       | 48,45       |
| 1           | Guillaume Menguy    |             | UMP         | 4 682        | 33,61        | 6 459       | 48,45       |
| 2           | Pascal Le Guennec   |             | EÉLV        | 1 171        | 8,41         |             |             |
| 2           | Martine Petit       |             | EÉLV        | 1 171        | 8,41         |             |             |
| 3           | Alain Delgrange     |             | FN          | 1 876        | 13,47        |             |             |
| 3           | Christel Henaff     |             | FN          | 1 876        | 13,47        |             |             |
| 4           | Jérôme Abbassene    |             | SE          | 1 368        | 9,82         |             |             |
| 4           | Jeannine Brelivet   |             | SE          | 1 368        | 9,82         |             |             |
| 5           | Isabelle Assih      |             | PS          | 4 835        | 34,70        | 6 872       | 51,55       |
| 5           | Jean-Marc Tanguy    |             | PS          | 4 835        | 34,70        | 6 872       | 51,55       |
|             |                     |             |             |              |              |             |             |
| Inscrits    | Inscrits            | Inscrits    | Inscrits    | 27 320       | 100,00       | 27 319      | 100,00      |
| Abstentions | Abstentions         | Abstentions | Abstentions | 12 769       | 46,74        | 13 039      | 47,73       |
| Votants     | Votants             | Votants     | Votants     | 14 551       | 53,26        | 14 280      | 52,27       |
| Blancs      | Blancs              | Blancs      | Blancs      | 410          | 2,82         | 601         | 4,21        |
| Nuls        | Nuls                | Nuls        | Nuls        | 209          | 1,44         | 348         | 2,44        |
| Exprimés    | Exprimés            | Exprimés    | Exprimés    | 13 932       | 95,75        | 13 331      | 93,35       |

### Canton de Quimperlé
Le canton de Quimperlé est le seul du Finistère a élire un binôme dès le soir du premier tour, Anne Maréchal et Michaël Quernez réunissant sur leur nom 52,23 % des suffrages exprimés représentants 25,65 % des électeurs inscrits.
| Candidats            | Candidats          | Partis      | Partis      | Premier tour | Premier tour |
| Candidats            | Candidats          | Partis      | Partis      | Voix         | %            |
| -------------------- | ------------------ | ----------- | ----------- | ------------ | ------------ |
| 1                    | Anne Maréchal      |             | PS          | 6 342        | 52,23        |
| 1                    | Michaël Quernez*   |             | PS          | 6 342        | 52,23        |
| 2                    | Jean-Yves Duportic |             | FN          | 2 458        | 20,24        |
| 2                    | Olivia Rouzic      |             | FN          | 2 458        | 20,24        |
| 3                    | Pierre Couëdelo    |             | DVD         | 3 342        | 27,52        |
| 3                    | Christine Favennec |             | DVD         | 3 342        | 27,52        |
|                      |                    |             |             |              |              |
| Inscrits             | Inscrits           | Inscrits    | Inscrits    | 24 717       | 100,00       |
| Abstentions          | Abstentions        | Abstentions | Abstentions | 11 765       | 47,60        |
| Votants              | Votants            | Votants     | Votants     | 12 952       | 52,40        |
| Blancs               | Blancs             | Blancs      | Blancs      | 538          | 4,15         |
| Nuls                 | Nuls               | Nuls        | Nuls        | 272          | 2,10         |
| Exprimés             | Exprimés           | Exprimés    | Exprimés    | 12 142       | 93,75        |
| * conseiller sortant |                    |             |             |              |              |

### Canton de Saint-Pol-de-Léon
| Candidats            | Candidats            | Partis      | Partis      | Premier tour | Premier tour | Second tour | Second tour |
| Candidats            | Candidats            | Partis      | Partis      | Voix         | %            | Voix        | %           |
| -------------------- | -------------------- | ----------- | ----------- | ------------ | ------------ | ----------- | ----------- |
| 1                    | Marie-France Cosnard |             | FN          | 1 962        | 15,96        |             |             |
| 1                    | Jean-Paul Henriot    |             | FN          | 1 962        | 15,96        |             |             |
| 2                    | Aline Chevaucher     |             | UDI         | 5 786        | 47,08        | 6 959       | 59,38       |
| 2                    | Maël de Calan        |             | UMP         | 5 786        | 47,08        | 6 959       | 59,38       |
| 3                    | Jacques Edern*       |             | PS          | 4 542        | 36,96        | 4 760       | 40,62       |
| 3                    | Sylvaine Vulpiani    |             | PS          | 4 542        | 36,96        | 4 760       | 40,62       |
|                      |                      |             |             |              |              |             |             |
| Inscrits             | Inscrits             | Inscrits    | Inscrits    | 25 532       | 100,00       | 25 529      | 100,00      |
| Abstentions          | Abstentions          | Abstentions | Abstentions | 12 640       | 49,51        | 13 095      | 51,29       |
| Votants              | Votants              | Votants     | Votants     | 12 892       | 50,49        | 12 434      | 48,71       |
| Blancs               | Blancs               | Blancs      | Blancs      | 415          | 3,22         | 493         | 3,96        |
| Nuls                 | Nuls                 | Nuls        | Nuls        | 187          | 1,45         | 222         | 1,79        |
| Exprimés             | Exprimés             | Exprimés    | Exprimés    | 12 290       | 95,33        | 11 719      | 94,25       |
| * conseiller sortant |                      |             |             |              |              |             |             |

### Canton de Saint-Renan
| Candidats            | Candidats        | Partis      | Partis      | Premier tour | Premier tour | Second tour | Second tour |
| Candidats            | Candidats        | Partis      | Partis      | Voix         | %            | Voix        | %           |
| -------------------- | ---------------- | ----------- | ----------- | ------------ | ------------ | ----------- | ----------- |
| 1                    | Didier Le Gac*   |             | PS          | 7 065        | 44,72        | 8 205       | 53,14       |
| 1                    | Élyane Pallier   |             | PS          | 7 065        | 44,72        | 8 205       | 53,14       |
| 2                    | Viviane Godebert |             | UDI         | 5 730        | 36,27        | 7 234       | 46,86       |
| 2                    | Gilles Mounier   |             | DVD         | 5 730        | 36,27        | 7 234       | 46,86       |
| 3                    | Didier Bergot    |             | FN          | 2 034        | 12,88        |             |             |
| 3                    | Claude Floch     |             | FN          | 2 034        | 12,88        |             |             |
| 4                    | Julien Châtel    |             | DLF         | 969          | 6,13         |             |             |
| 4                    | Sylvine Martin   |             | DLF         | 969          | 6,13         |             |             |
|                      |                  |             |             |              |              |             |             |
| Inscrits             | Inscrits         | Inscrits    | Inscrits    | 31 462       | 100,00       | 31 462      | 100,00      |
| Abstentions          | Abstentions      | Abstentions | Abstentions | 15 034       | 47,78        | 15 264      | 48,52       |
| Votants              | Votants          | Votants     | Votants     | 16 428       | 52,22        | 16 198      | 51,48       |
| Blancs               | Blancs           | Blancs      | Blancs      | 483          | 2,94         | 535         | 3,30        |
| Nuls                 | Nuls             | Nuls        | Nuls        | 147          | 0,89         | 224         | 1,38        |
| Exprimés             | Exprimés         | Exprimés    | Exprimés    | 15 798       | 96,17        | 15 439      | 95,31       |
| * conseiller sortant |                  |             |             |              |              |             |             |